# Cephalophus spadix
El duiker de Abbott (Cephalophus spadix), llamado minde en suajili, es un pequeño antílope de la selva, que se encuentra solo en unos pocos enclaves dispersos en Tanzania.
Mide 65 cm de altura y pesa en promedio 55 kg. Su pelaje es castaño obscuro en el dorso y claro en el vientre. Tiene un largo copete rojizo en la frente. Sus cuernos miden 8 a 12 cm.
Vive en bosques húmedos y zonas pantanosas entre los 1.700 y 2.700 m de altitud y se alimenta principalmente de frutos y posiblemente otras materias vegetales. Es de hábitos nocturnos y recorre regularmente ciertos senderos.
Se considera que sobreviven unos 2.500 individuos, población amenazada por la caza y especialmente por la destrucción de su hábitat.